# Великий Сейл-Кі
Вели́кий Сейл-Кі (англ. Great Sale Cay) — рівнинний острів в складі Багамських островів. В адміністративному відношенні відноситься до району Гранд-Кі.
Острів розташований на півночі архіпелагу Абако за 26 км на північ від острова Велика Багама. Острів рівнинний, видовжений, У-подібної форми. Південний край досить довгий (5,5 км) і закінчується Південно-Східним мисом. Південно-західний півострів не такий довгий, вкритий болотами. Між півостровами знаходиться озеро-лагуна, оточена болотами, тут же знаходиться і дуже зручна гавань. Північний край ширший, тут поширені мангрові зарості та болота. Північний мис так і називається — Мангров. Біля східного узбережжя розташований невеликий острів, також вкритий мангровими заростями. Загальна довжина становить 12 км при максимальній ширині до 800 м.
Нині острів продається і коштує 9,9-10 млн доларів.